# 9255 Inoutadataka
9255 Inoutadataka (3174 T-1) là một tiểu hành tinh vành đai chính that was được phát hiện ngày the 26th of March 1971 bởi C.J. Van Houten và Van Houten-Groeneveld ở Palomar. This was named in memory thuộc Inou Tadataka (1745–1818).